# Ivan Neumaier
Ivan Neumaier je český ekonom, zabývající se měřením a řízením výkonností firmy.
Vystudoval podnikohospodářskou fakultu na VŠE v Praze. Pracoval v soukromé sféře i jako analytik ČNB a Ministerstva průmyslu a obchodu. V současné době působí jako ekonomický poradce a konzultant.
Je autorem publikací, zaměřujících na podniky a jejich rozbory, spolu se svou manželkou Inkou vytvořil model pro komplexní posuzování zdraví firmy (Model IN).